# Rhombophryne coronata
Rhombophryne coronata es una especie de anfibio anuro de la familia Microhylidae. Es una rana endémica del este de Madagascar, desde la zona del parque nacional de Zahamena en el norte hasta la zona del parque nacional de Andringitra al sur. Es una especie terrestre y fosorial que habita en bosques en los que abundan los líquenes y el musgo entre los 900 y 1400 metros de altitud. Se ha encontrado en bosques primarios, secundarios y en plantaciones de pinos.